# گروه داشانگ
گروه داشانگ (انگلیسی: Dashang Group) شرکت خرده‌فروشی چینی است، که در سال ۱۹۹۵ تأسیس شد.